# 苏炜德
苏炜德（2000年3月19日—），中国男子竞技体操运动员，2023年世界竞技体操锦标赛男子团体全能银牌得主和男子单杠铜牌得主。2024年夏季奧林匹克運動會顶替队友孙炜参赛，他在男子团体全能决赛中国队领先的形势下单杠环节掉杠两次，最终中国队遭日本队反超，获得亚军。